# Microgaster nixalebion
Microgaster nixalebion är en stekelart som beskrevs av Shaw 2004. Microgaster nixalebion ingår i släktet Microgaster och familjen bracksteklar. Inga underarter finns listade i Catalogue of Life.